# Thenopa viridifascia
Thenopa viridifascia är en fjärilsart som beskrevs av Holland 1893. Thenopa viridifascia ingår i släktet Thenopa och familjen mätare. Inga underarter finns listade i Catalogue of Life.